# 锡格蒂纳市镇
锡格蒂纳市镇（瑞典語：Sigtuna kommun）是瑞典中东部斯德哥尔摩省的一个市镇。其治所位于迈什塔。
锡格蒂纳市镇是大斯德哥尔摩的一部分。

## 友好城市
- 丹麦森讷堡
- 爱沙尼亚拉克韦雷
- 挪威波什格伦
- 芬兰拉伊西奥